# W cichy wieczór
W cichy wieczór (bułg. В тиха вечер) – bułgarski film live-action z 1960 roku reżyserii Borisława Szaralijewa. Film ten jest adaptacją noweli Emilijana Stanewa.

## Obsada
- Lubomir Dimitrow – Anton
- Newena Kokanowa – Bojka
- Borisław Iwanow – Pasztarapanow
- Nikoła Dinew – szef policji
- Swetosław Karabojkow – Obusztarczeto
- Kosta Conew – kapitan
- Donka Czakowa – chłopka
- Nikoła Dadow – Dermanski
- Chari Toromanow – Kałczo
- Iwan Bratanow – Baj Wasił
- Weselin Simeonow – Stamo
- Ganczo Ganczew – komandor oddziału
- Iwan Tonew – oficer polityczny
- Christijan Rusinow – brygadzista